# نيكولاس سواريز
نيكولاس سواريز (بالإسبانية: Nicolás Suárez)‏ (20 مايو 1982 بسانتياغو في تشيلي - ) هو لاعب كرة قدم تشيلي في مركز الدفاع. لعب مع إيفرتون دي فينا ديل مار ونادي بالستينو وكوريكو يونيدو وديبورتيس ميليبيلا وA.C. Barnechea ‏ واتحاد سان فيليبي ‏ ويونيون لا كاليرا.

## وصلات خارجية
- نيكولاس سواريز على موقع قاعدة بيانات كرة القدم.إي يو (الإنجليزية)
- نيكولاس سواريز على موقع Soccerway.com (الإنجليزية)
- نيكولاس سواريز على موقع AS.com (الإسبانية)